# Theater Mausefalle Solothurn
Das Theater Mausefalle Solothurn ist ein Kleintheater mit 100 Zuschauerplätzen. Es ist ein Amateurtheater auf hohem Niveau. Es besteht seit 1993 und nimmt mit seinen Veranstaltungen am Kulturleben der Schweizer Kantonshauptstadt Solothurn teil. Heute ist es im ehemaligen Personalrestaurant des Sulzer-Areals in Zuchwil domiziliert, bietet einen eigenen Bar-Betrieb an und ist für Mobilitätsbehinderte zugänglich.

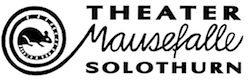
Logo des Theaters Mausefalle

## Geschichte
Rudolf Fischer, Kantonsschulprofessor in Solothurn, brachte in den späten 60er Jahren mit einer Lateinklasse einen eben gelesenen Text auf die Bühne. Nachdem dieser Inszenierung Erfolg beschieden war, bot er an der Kantonsschule Solothurn Theater-Freikurse an und brachte im Verlaufe der Jahre zahlreiche Stücke auf die Bühne – damals noch in der Aula der Kantonsschule oder im Muttiturm.
1984 gründete Rudolf Fischer zusammen mit Maturanden der Kantonsschule, die weiterhin Theater spielen wollten, die Schauspielgruppe Fischer. Dieser Gruppe schlossen sich in den folgenden Jahren zahlreiche weitere junge Leute an.
1993 wurde mit der Eröffnung des Theaters Mausefalle Solothurn an der Grenchenstrasse eine eigene Theaterlokalität verwirklicht. Den Namen erhielt die neue Solothurner Bühne von der ersten Inszenierung, dem Kriminalstück „Die Mausefalle“ von Agatha Christie. Seit 1996 nennt sich die Schauspielgruppe Fischer Teatro Mobile Solothurn. Das Theater Mausefalle Solothurn ist somit die Hausbühne des Schauspielerensembles Teatro Mobile. Im Sommer 2009 haben sich die aktiven Schauspieler und Mitwirkende des Teatro Mobile, die das Theater Mausefalle seit seinem Bestehen betreiben, als Verein Theater Mausefalle Solothurn konstituiert. 2010 bis 2015 präsidierte Remo Streit den Verein. 2015 bis 2019 Jonathan Sollberger, welcher an Michael Weibel übergab. Dieser präsidiert den Verein auch heute noch. 
Der Gründer Dr. Rudolf Fischer wurde durch die Vereinsversammlung zum Ehrenpräsidenten ernannt. Remo Streit, Jonathan Sollberger und David Gnägi sind Ehrenmitglieder. Alle sind nach wie vor im Schauspielbetrieb tätig. 

## Angebote
Das Theater Mausefalle Solothurn bietet als Amateurbühne mit hohem Anspruch Theater in seiner ganzen Breite. Seit der Gründung wurden bis heute über 200 Inszenierungen unterschiedlichster Genres gezeigt: Sketches, Komödien und Farcen, zeitgenössische Stücke und Dramen, Musicals, griechische Komödien und Tragödien, Improvisationstheater und auch grosse Klassiker der Theaterliteratur. Ausserdem sorgen jeweils am Ende der Saison Freilichtaufführungen beim Schloss Blumenstein in Solothurn für Abwechslung. Ebenfalls in Zusammenarbeit mit dem Museum drehte Pro 7 für die Sendung Galileo mit Ensemblemitgliedern eine Dokumentation über Casanova, wodurch einige der Schauspieler auch einem grösseren Publikum bekannt wurden.
Während in den ersten Jahren sogar Theaterstücke in lateinischer, englischer oder französischer Sprache inszeniert wurden, konzentriert man sich heute ausschliesslich auf die hochdeutsche Sprache. Einzige Ausnahme bildet das jährlich stattfindende Kindermärli, welches in Schweizerdeutsch aufgeführt wird.
Seit Anfang 2010 veranstaltet das Theater Mausefalle Solothurn gemeinsam mit der Kulturfabrik Kofmehl die Poetry-Slam-Reihe „Mundgerecht“, die abwechslungsweise im Theater Mausefalle und in der Kulturfabrik Kofmehl stattfindet. An der Kulturnacht Solothurn 2009, 2011, 2013, 2015, 2017, 2019 und 2022 hat sich das Theater Mausefalle Solothurn mit einem eigenen Programm beteiligt. Mehrmals im Jahr tritt das Ensemble Teatro Mobile Solothurn auf Einladungen hin auch auswärts auf. Um besonders der Jugend einen Zugang zum Theater zu ermöglichen, werden regelmässig Märchenaufführungen in Mundart sowie kostenlose Theaterkurse für Kinder und Jugendliche und Ferienpassveranstaltungen angeboten.

## Das Ensemble
Der Verein, der das Theater betreibt, umfasst gegenwärtig etwa 60 Mitglieder. Sie sind allesamt in ihren Berufen oder im Studium fest etabliert und arbeiten in ihrer Freizeit ehrenamtlich sowohl als Schauspieler als auch als Bühnenbildner, Techniker und als Betriebspersonal im Theater Mausefalle Solothurn mit. In einer Saison studieren sie ungefähr neun bis zehn Stücke ein und zeigen sie auf ihrer Bühne.

## Die Theaterarbeit
Die Besonderheit des Theaters Mausefalle Solothurn ist wohl die weitgehende Mitsprachemöglichkeit der einzelnen Ensemblemitglieder, sie wird sowohl bei der Auswahl der Stücke als auch im Prozess der Inszenierung selbst gepflegt: ein einzelnes Mitglied des Ensembles oder eine kleine Gruppe plant eine Inszenierung, stellt aus dem Personenpool die passende Besetzung zusammen und bringt nach Absprache mit dem Leiter des Spielplans das Stück schliesslich auf die Bühne. Eine autoritäre Regie kennt das Theater Mausefalle Solothurn nicht, Regie führen meistens die Mitwirkenden der jeweiligen Inszenierung gemeinsam.

## Unterstützung
Das Theater Mausefalle Solothurn könnte nicht so erfolgreich wirken ohne den Freundeskreis des Teatro Mobile Solothurn, eine lose Gruppe von Gönnern, die jeweils einen jährlichen Beitrag an den Betrieb des Theaters leisten. Ausserdem unterstützen einige Sponsoren auf verschiedene Arten das mittlerweile renommierte Solothurner Kleintheater.